# Cinclosoma clarum
Cinclosoma clarum — вид горобцеподібних птахів родини Cinclosomatidae.

## Таксономія
До 2015 року вважався підвидом пішака рудоплечого (Cinclosoma castanotum).

## Поширення
Ендемік Австралії. Вид поширений у посушливих і напівпосушливих районах на заході та півдні країни.

## Опис
Птах середнього розміру, завдовжки 21-26 см. Тіло міцної статури з округлою головою, коротким, клиноподібним дзьобом, міцними ногами та довгим хвостом з квадратним кінцем. Схожий на пішака рудоплечого, від якого вони відрізняються більшою площею коричневого забарвлення на спині.

## Спосіб життя
Наземний птах, літає рідко та неохоче. Активний вдень. Трапляється поодинці або парами, рідше невеликими зграйками. Поживу шукає серед скель і сухої трави на землі. комахами, на яких полює на землі, рідше насінням та ягодами. Сезон розмноження триває з травня по жовтень. Моногамні птахи. За рік може бути два виводки. Гніздо будується на землі лише самицею. У кладці 2-3 яйця. Інкубація триває близько двадцяти днів. Піклуються про пташенят обидва батьки. Пташенята стають незалежними приблизно через два місяці після вилуплення.